# Epichalcoplethis velutipes
Epichalcoplethis velutipes är en skalbaggsart som beskrevs av Gilbert John Arrow 1900. Epichalcoplethis velutipes ingår i släktet Epichalcoplethis och familjen Rutelidae. Utöver nominatformen finns också underarten E. v. romeroi.